# Dorymyrmex steigeri
Dorymyrmex steigeri är en myrart som beskrevs av Santschi 1912. Dorymyrmex steigeri ingår i släktet Dorymyrmex och familjen myror.

## Underarter
Arten delas in i följande underarter:
- D. s. platensis
- D. s. steigeri